# Pod słońcem Toskanii (film)
Pod słońcem Toskanii (ang. Under the Tuscan Sun) – amerykańska komedia romantyczna z 2003 roku w reżyserii Audrey Wells, zrealizowana na podstawie autobiograficznej książki pod tym samym tytułem autorstwa Frances Mayes.

## Opis fabuły
Frances, 35-letnia pisarka z San Francisco, ma poważne kłopoty osobiste. Rozwodzi się, tracąc nie tylko partnera, lecz także swój ukochany dom. Przeżywa kryzys twórczy i emocjonalny. Jej przyjaciółka Patti daje jej bilet na wycieczkę do Włoch. Kobieta decyduje się jechać. Pod wpływem impulsu kupuje piękną, starą willę w malowniczej miejscowości pod Cortoną. Do prac remontowych wynajmuje kilku robotników z Polski. Gdy ekipa zmaga się z trudnościami budowlanymi, Frances radośnie eksperymentuje z włoską kuchnią. Zaprzyjaźnia się ze swoimi nowymi sąsiadami i nawiązuje romans z przystojnym Marcellem. Amerykanka czuje, że w Toskanii odnalazła swoje miejsce na ziemi.

## Obsada
- Diane Lane jako Frances Mayes
- Sandra Oh jako Patti
- Lindsay Duncan jako Katherine
- Raoul Bova jako Marcello
- Vincent Riotta jako Martini
- Mario Monicelli jako starszy mężczyzna z kwiatami
- Roberto Nobile jako Placido
- Anita Zagaria jako Fiorella
- Evelina Gori jako Nona Cardinale
- Dan Bucatinsky jako Rodney
- Giulia Steigerwalt jako Chiara
- Paweł Szajda jako Paweł

## Produkcja
Zdjęcia kręcono w Cortonie (prowincja Arezzo), Montepulciano (prowincja Siena), Positano (prowincja Salerno), Florencji i Rzymie.

## Nagrody i nominacje
Złote Globy 2003
- Najlepsza aktorka w komedii/musicalu – Diane Lane (nominacja)

Nagroda Satelita 2003
- Najlepsza aktorka w komedii/musicalu – Diane Lane (nominacja)